# 17 février dans les chemins de fer
17 janvier 17 mars
Chronologies thématiques
- Croisades
- Sports
- Disney

Cette page concerne les événements qui se sont déroulés un 17 février dans les chemins de fer.

## Événements

### XXIesiècle
- 2004.  France – Espagne :   signature du contrat de concession de la ligne à grande vitesse internationale Perpignan - Figueras entre les gouvernements et le groupement TP Ferro (ACS-Dragados-Eiffage).
- 2009.  France – Espagne :   livraison du chantier de la ligne à grande vitesse internationale Perpignan - Figueras, qui doit permettre un gain de temps important dans les liaisons ferroviaires entre la France et l'Espagne. La ligne ne peut toutefois pas être exploitée avant la mise en service de la LGV Figueres - Barcelone, prévue pour 2012, et le concessionnaire TP Ferro doit être dédommagé[1].